# Lambel
En heráldica, un lambel es un mueble generalmente puesto en jefe, y frecuentemente empleado como brisura.

## Etimología

Blasón de Anjou: De azur sembrado de flores de lis de oro al lambel recortado a tres pendientes de gules, que es de Anjou.

La palabra ‘lambel’ viene de una antigua palabra gala, label, designando un nudo de cintas que se ataba al casco sobre el tímpano.

Blasón de Clermont-en-Beauvaisis de 1218 a 1252 (Hurepel): de azur sembrado de flores de lis de oro al lambel a cinco pendientes de gules, que es de Clermont-en-Beauvaisis.

Pendía detrás y servía para distinguir a los hijos de su padre, porque no había más que aquellos que no estuvieran casados que lo llevaran, lo que ha dado ocasión para hacer brisuras de las armerías de los más jóvenes.

## Aspecto
Un lambel está constituido de un travesaño horizontal, frecuentemente llamado "hilo" y ornamentado de pendientes. Habitualmente, el número de pendientes es de 3, pero sucede que haya más o menos. En este caso, debe ser señalado en el blasonado. Según un amplio consenso, el hilo no toca los bordes del escudo, y los pendientes son de forma trapezoidal (triangular dicen algunos). J.B. Rietstap en su "Armorial General precedido de un Diccionario de términos del Blasón" de 1887 señala toda vez que 'En la edad media los pendientes eran bastante largos, no eran triangulares pero conservaban la misma anchura sobre toda su longitud, y el hilo se perdía en los flancos del escudo.

los sires de Beaujeu: de oro, al león de sable armado y lampasado de gules, al lambel de cinco pendientes de gules, brochante sobre el león.

## Uso
El lambel está generalmente puesto en jefe, salvo excepciones. Una de esas excepciones es el blasón de los sires de Beaujou donde el lambel está puesto a mitad del escudo. En este caso, el lambel se dice brochante sobre el todo.
Esta brisura toca los bordes del escudo, en cuyo caso contrario se dice que está recortada. Duhoux d'Argicourt es, en cambio, de opinión que no debe nunca tocar los bordes.
En principio, servía de brisura a los hijos mayores del mismo padre. A la muerte del padre, el hijo mayor tomaba posesión de la herencia, incluidas las armerías. El lambel iba entonces al blasón del hijo menor.
Por consecuencia, las familias descendientes de los hijos menores, tomaron el hábito de portar el lambel sobre su blasón, haciéndolo la brisura más utilizada.